# Bucha (Neustadt an der Orla)

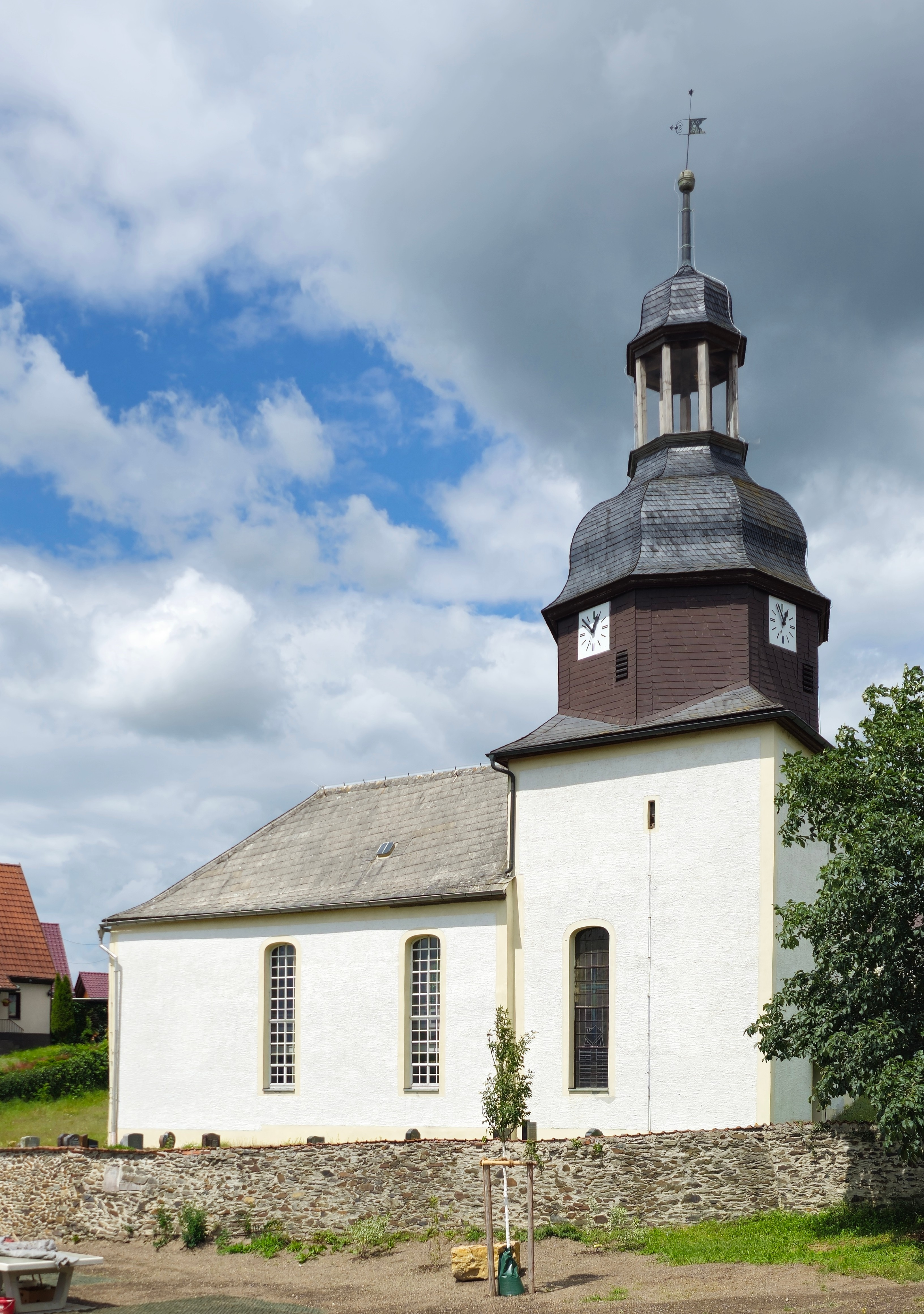
Dorfkirche St. Katharina

Bucha ist ein Ortsteil der Stadt Neustadt an der Orla im Saale-Orla-Kreis in Thüringen (Deutschland).

## Geografie
Über einem Nebental östlich von Ziegenrück entlang der Straße Ziegenrück – Knau liegt Bucha, östlich flankiert von den Teichen und Seen des Knauer-Gebietes.
Mit den Linien 946 und 968 der KomBus hat Bucha Anschluss an die Städte Pößneck, Ranis, Schleiz und Ziegenrück.

## Geologie
Die Böden des Südostthüringer Schiefergebirges haben einen hohen Feinerdeanteil und einen hohen Humusgehalt und sind in Verbindung mit dem Klima sehr fruchtbar.

## Nachbarorte
Nachbarorte sind: Tausa, Posen und Knau.

## Geschichte
Am 21. Februar 1071 wurde Bucha erstmals urkundlich erwähnt. Der Ort gehörte bis 1815 zum kursächsischen Amt Ziegenrück und kam nach dessen auf dem Wiener Kongress beschlossenen Abtretung mit dem Großteil des Neustädter Kreises zum Großherzogtum Sachsen-Weimar-Eisenach.
Am 1. Januar 2019 wurde die Gemeinde Bucha nach Knau eingemeindet. Am 31. Dezember 2019 wurde Knau wiederum nach Neustadt an der Orla eingemeindet. Bis dahin gehörte Bucha der Verwaltungsgemeinschaft Seenplatte an.

### Einwohnerentwicklung
Entwicklung der Einwohnerzahl (jeweils 31. Dezember):
| - 1994: 84 - 1995: 78 - 1996: 88 - 1997: 88 - 1998: 90 - 1999: 92 | - 2000: 87 - 2001: 84 - 2002: 87 - 2003: 96 - 2004: 98 - 2005: 97 | - 2006: 95 - 2007: 94 - 2008: 89 - 2009: 90 - 2010: 91 - 2011: 92 | - 2012: 99 - 2013: 99 - 2014: 95 - 2015: 90 - 2016: 90 - 2017: 93 |

Datenquelle: Thüringer Landesamt für Statistik

## Kirche
Die evangelisch-lutherische Dorfkirche St. Katharina wurde 1872 nach Verwüstungen neu erbaut. Ihre Orgel schuf Johann Gottlieb Schlegel 1818.

## Politik

### Bürgermeister
Hubert Grau wurde 2000 zum Bürgermeister gewählt und 2004, 2010 und 2016 wiedergewählt.

### Gemeinderat
Der Rat der Gemeinde Bucha bestand aus sechs Mitgliedern, die der Wählergemeinschaft FwV Bucha angehören.
(Stand: Kommunalwahl am 27. Juni 2004)